# Bazylika Niepokalanego Poczęcia Najświętszej Maryi Panny w Lourdes

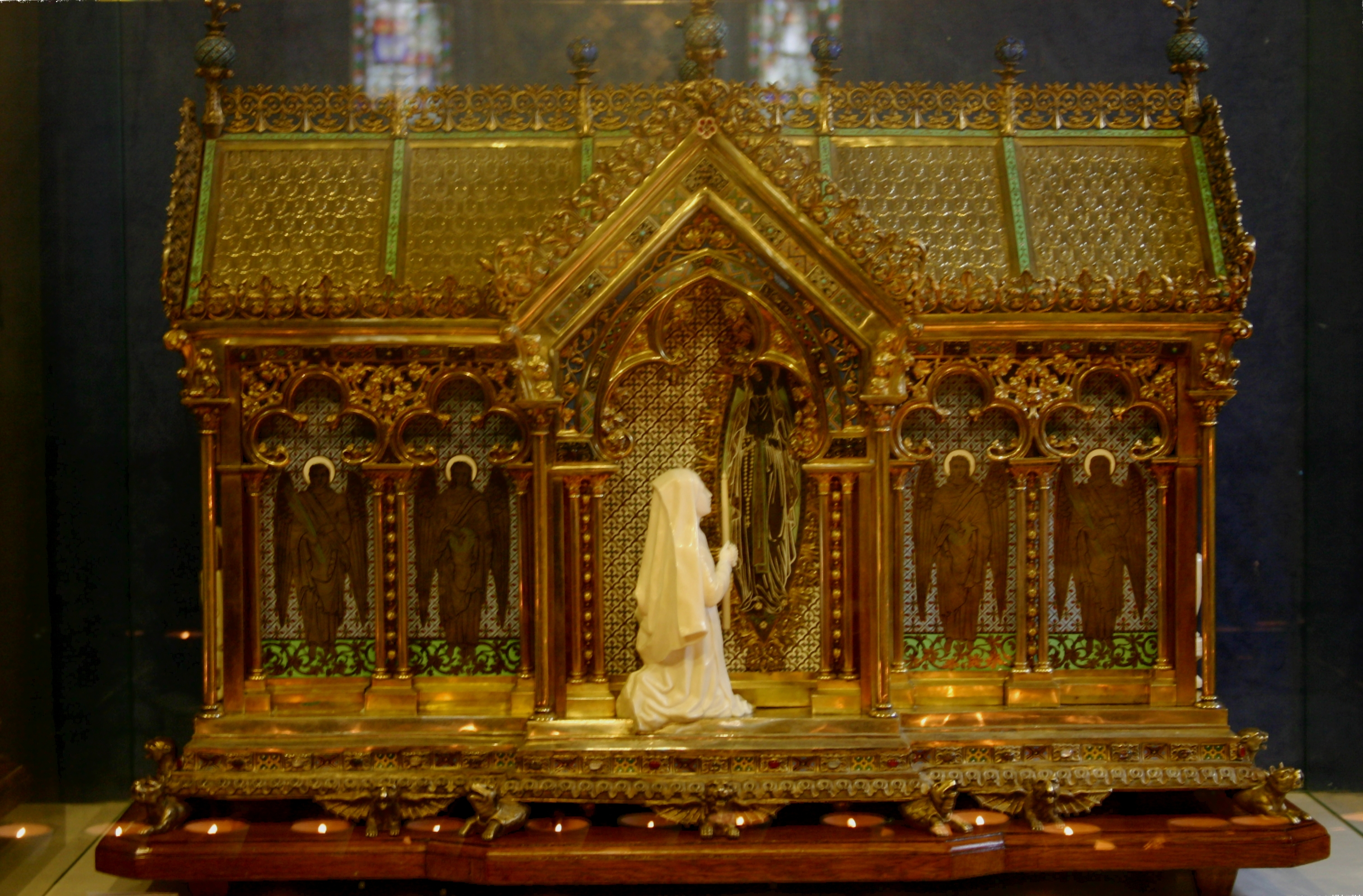
Relikwiarz św. Bernadetty

Bazylika Niepokalanego Poczęcia Najświętszej Maryi Panny w Lourdes (fr. Basilique de l'Immaculée-Conception de Lourdes) – kościół rzymskokatolicki, położony na terenie sanktuarium Matki Bożej w Lourdes. Zwana jest potocznie „kościołem górnym”.

## Historia
Kościół został zaprojektowany w stylu neogotyckim przez architekta Hippolyte’a Duranda, zbudowany w latach 1866–1872. 15 sierpnia 1871 został poświęcony, a 2 lipca 1876 konsekrowany przez kardynała Guipert, arcybiskupa Paryża. Jest drugim z kościołów na terenie sanktuarium w Lourdes. Wznosi na szczycie Groty Objawień Massabielle, za bazyliką Różańcową.

## Wygląd zewnętrzny
Z zewnątrz bryła świątyni zdominowana jest przez wysoką na 70 m wieżę, flankowaną przez 2 mniejsze wieżyczki, ukończone ok. 1908. W wieży wiszą 4 główne dzwony: Jeanne-Alphonsine (2000 kg), Geneviève-Félicie (1800 kg), Hermine-Benoîte (1100 kg) i Cécile-Gastine (800 kg), wydzwaniające co godzinę melodię „Ave Maria z Lourdes”.
Ponad wejściem umieszczono 2 okrągłe mozaiki papieży: górną przedstawiającą papieża Piusa X, trzymającego w lewej ręce dekret z 13 listopada 1907 o ustanowieniu  Święta Matki Bożej z Lourdes w Kościele Powszechnym (11 lutego) i dolną przedstawiającą papieża Piusa IX, który 8 grudnia 1854 bullą Ineffabilis Deus ogłosił Dogmat o Niepokalanym Poczęciu Najświętszej Maryi Panny.

## Wnętrze
Bazylika jest budowlą jednonawową, pięcioprzęsłową, zbudowaną z kamienia. Ściany bazyliki są wyłożone wotywnymi płytami kommemoracyjnymi, będącymi pozostałością po narodowych pielgrzymkach. Nawa oraz kaplice są oświetlone witrażami przedstawiającymi tajemnicę o Niepokalanym Poczęciu Najświętszej Maryi Panny oraz historię Bernadetty i objawień; w oknach clerestorium przedstawiona jest Maryja jako druga Ewa.
Ołtarz główny z marmuru z Carrary z figurą Matki Bożej jest dziełem Cabucheta; zbudowany został bezpośrednio nad miejscem objawień, w znajdującej się pod bazyliką Grocie Objawień. Wewnątrz jest łącznie 21 ołtarzy. Organy pochodzą z 1873. Mają one 26 głosów a ich prospekt został wykonany z rosyjskiego dębu.
Uwagę wiernych przyciąga relikwiarz św. Bernadetty.
Wewnątrz jest 550 miejsc siedzących i 5 miejsc dla wózków inwalidzkich.